# Ohoden, Vrața
Ohoden (în bulgară Оходен) este un sat în comuna Vrața, regiunea Vrața,  Bulgaria. 

## Demografie
Componența etnică a satului Ohoden
     Bulgari (96,58%)
     Romi (2,56%)
     Nicio identificare (0,85%)
     Altele (0%)
La recensământul din 2011, populația satului Ohoden era de 234 locuitori. Din punct de vedere etnic, majoritatea locuitorilor (96,58%) erau bulgari, cu o minoritate de romi (2,56%). Pentru 0,85% din locuitori nu este cunoscută apartenența etnică.